# Качкиново (Башкортостан)
Качкиново (баш. Ҡасҡын) — деревня в Бижбулякском районе Республики Башкортостан Российской Федерации. Входит в состав Елбулактамакского сельсовета. 

## География

### Географическое положение
Находится на левом берегу реки Дёмы.
Расстояние до:
- районного центра (Бижбуляк): 28 км,
- центра сельсовета (Елбулактамак): 5 км,
- ближайшей ж/д станции (Приютово): 67 км.

## Население
| 2002 | 2009 | 2010 | 2010 |
| ---- | ---- | ---- | ---- |
| 243  | ↘203 | ↘190 | →190 |

Согласно переписи 2002 года, преобладающая национальность — башкиры (98 %).